# Landsbygdspartiet oberoende
Landsbygdspartiet oberoende (Landsbygdspartiet/LPo) är ett politiskt parti i Sverige. Partiet vill värna landsbygdsbefolkningens intressen. Partiet är EU-kritiskt då de anser det blivit en överstatligt och att makten hamnat för långt från folket.
Landbygdspartiet har flest mandat i kommunerna av de partier som inte sitter i riksdagen. I kommunalvalet 2022 vann partiet 27 mandat i 9 olika kommuner, från norr till söder: Sollefteå (1 mandat), Malung-Sälen (4), Lindesberg (2), Nora (5), Askersund (1), Valdemarsvik (5), Kinda (3), Svenljunga (4) och Uppvidinge (2). Partiet är med i den styrande koalltionen i Lindesberg och Svenljunga.

## Ideologi
Enligt partiprogrammet ska partiet arbeta för en rättvisare fördelning av de ekonomiska resurserna mellan storstad och landsbygd. Partiet anser att uttag av vinster skatteintäkter genererade av uttag av landsbygdens naturtillgångar, som skog, mineraler och elkraft, ska återföras till de kommuner där de utvinnes.
Landsbygdspartiet hävdar att den för landsbygden skadliga centraliseringspolitik och som skett är den stora orsaken till landsbygdens utarmning. Partiet anser att en viktig del i att återskapa en livskraftig svensk landsbygd är att landsbygdens människor får tillbaka rätten att i demokratisk ordning kunna påverka de politiska besluten som styr utvecklingen i deras närområde. 

## Politiskt program

### Transporter
Partiet vill se en nysatsning på det redan befintliga järnvägssystemet och på Inlandsbanan och anser att det måste finnas en fungerande och väl utbyggd järnväg tillgänglig för hela landets befolkning och näringsliv.

### Vindkraft
Partiet säger nej till ytterligare utbyggnad av vindkraft i Sverige. Forskningen på de negativa effekterna på den mänskliga hälsan och miljön är tvetydig. Kostnaderna för att avveckla vindkraft kan komma att bli enorma för skattebetalarna eftersom vindkraftsindustrin inte har säkrat upp kapital för framtida avveckling och återställning av miljön där de uppförts. 
Det finns idag ingen ekonomi och infrastruktur för återvinna vindkraftverkens olika delar. 

### Ökad försörjningsgrad
Sveriges försörjningsgrad av livsmedel är viktig i händelse av kris, oavsett om den nationell eller global. Vi behöver även tänka på andra produkter som blir en bristvara i en krissituation, exempelvis drivmedel
Vi behöver öka den inhemska livsmedelsproduktionen: Det innebär att ge lantbruket bättre förutsättningar, till exempel genom att göra det mer lönsamt. Det innebär att vi måste få en ekonomiskt jämlikt jordbruk i hela Europa. Samma lagar och regler för jordbruk, mjölk och köttproduktion inom hela Europa
Vi behöver bygga upp nya beredskapslager: Strategiska lager av viktiga livsmedel och insatsvaror, som foder och gödsel, skulle stärka vår förmåga att klara en kris.
Vi behöver stärka livsmedelskedjans flexibilitet: Företagen måste kunna ställa om sin produktion och använda alternativa råvaror om importen störs.
Vi svenskar måste konsumera mer svenskproducerat: Genom att välja svenska livsmedel som har goda odlings- och produktionsförutsättningar i Sverige kan vi bidra till en högre försörjningsgrad. För detta så krävs det att produktionskostnaderna för våra producenter går nerl

## Historia
Landsbygdspartiet oberoende grundades 2006 av Erland Nilsson i Råneå, som tidigare suttit i Luleå kommunfullmäktige för Centerpartiet. De fick 2010 sitt första mandat i Luleå kommunfullmäktige. Landsbygdedemoraterna grundades 2010 i Sysslebäck, Värmland. De fick 1 565 röster i riksdagsvalet det året. De två partierna slogs ihop i november 2012 under det gemensamma namnet Landsbygdspartiet oberoende.
I januari 2013 anslöt sig Norrländska samlingspartiet till partiet.
Lokalpartiet Ny Ordning i Sandviken anslöt sig till Landsbygdspartiet 2014.
Hösten 2017 gick det kommunala Härjedalspartiet ihop med Landsbygdspartiet oberoende, som därmed fick tre mandat i Härjedalens kommun. Tre år senare, under hösten 2020, gick de dock åter skilda vägar.
I november 2023 lämnade de fyra kommunfullmäktigeledamöter i Valdemarskvik partiet, inklusive partiledaren Mathias Knutsson. De sitter dock kvar i fullmäktige och i kommunens styrande koallition.

## Organisation

### Partiledare
| Namn                | Född | Ort, Län                   | Tillträde     | Frånträde     | Anmärkning                                                             |
| ------------------- | ---- | -------------------------- | ------------- | ------------- | ---------------------------------------------------------------------- |
| Erland Nilsson      | 1943 | Råneå, Norrbotten          | 2006          | 2012          | Landbygdspartiet oberoende                                             |
| Ola Berg            | 1972 | Värmland                   | 2010          | 2013          | Landsbygdsdemokraterna 2010-2012 Landsbygdspartiet oberoende 2012-2013 |
| Claes Littorin      | 1966 | Uppsala län                | 4 maj 2013    | 9 april 2016  |                                                                        |
| Erika Sörengård     | 1971 | Ervalla, Örebro län        | 9 april 2016  | 6 april 2019  | grundare och ordförande för Landsbygdsupproret                         |
| Stefan Torssell     | 1946 | Gamleby, Kalmar län        | 6 april 2019  | 4 juli 2020   | tog time-out 18 dec 2019 - 4 juli 2020                                 |
| Anders Persson      | 1969 | Löa, Örebro län            | 4 juli 2020   | 24 april 2021 |                                                                        |
| Pia-Maria Johansson | 1958 | Nora, Örebro län           | 24 april 2021 | 25 Mars 2023  |                                                                        |
| Mathias Knutsson    |      | Valdemarsvik, Östergötland | 25 mars 2023  | 24 okt 2023   | avgick och lämnade partiet                                             |
| Benneth Thyr        | 1971 | Trönö, Gävleborgs län      | 20 mars 2024  |               |                                                                        |

## Valresultat
Partiet har ställt upp i samtliga riksdagsval sedan 2010, samt i flera kommunfullmäktige- och landstingsfullmäktigeval. 

### Riksdagsval
Under namnet Landsbygdsdemokraterna, fick partiet 1 565 röster (0,03 %) i riksdagsvalet 2010. I riksdagsvalet 2014 fick partiet 3 450 röster (0,06 %), vilket var en ökning med 1 885 röster. De fick 4 962 röster (0,08 %) i riksdagsvalet 2018, en ökning med 1 512 röster.
Landsbygdspartiet fick 2215 röster (0,03 %) i riksdagsvalet 2022, en minskning med 2747 röster. Partiet blev med det röstetalet det nionde största av partierna utanför riksdagen..

### Kommunfullmäktigeval
Partiet fanns efter valet 2010 representerat i en kommun, Luleå, med 1 mandat.
Vid valet 2014 behöll partiet sitt mandat i Luleå kommun och vann mandat i ytterligare 8 kommuner: Svenljunga (5 mandat), Uppvidinge (2 mandat), Sandviken (2 mandat), Valdemarsvik (1 mandat), Nora (1 mandat), Kinda (1 mandat), Östhammar (1 mandat) och Hällefors (1 mandat). I Svenljunga kommun hade partiet ordförandeposten i kommunfullmäktige.
I valet 2018 vann partiet totalt 25 mandat i 12 kommuners fullmäktige. De behöll sina mandat i Luleå, Uppvidinge och Svenljunga, utökade sina mandat i Nora (till 3 mandat), Kinda (till 2 mandat) och Valdemarsvik (till 2 mandat) samt vann mandat för första gången i ytterligare 6 kommuner: Malung-Sälen (1 mandat), Vansbro (3 mandat), Härjedalen (3 mandat), Askersund (1 mandat), Lindesberg (1 mandat) samt Söderköping (1 mandat). Samtidigt förlorade de sina mandat i Sandviken, Östhammar och Hällefors.
Under mandatperioden (2018–2022) lämnade flera kommunfullmäktigeledamöter i Norrköping, Umeå, Sollefteå, Örnsköldsvik och Ånge Sverigedemokraterna för att istället bli medlemmar i Landsbygdspartiet oberoende.
I valet 2022 behöll partiet sina mandat i Askersund (1 mandat) och Uppvidinge (2 mandat) samt utökade sina mandat i Malung-Sälen (till 4 mandat), Nora (till 5 mandat), Valdemarsvik (till 5 mandat), Kinda (till 3 mandat) och Lindesberg (till 2 mandat). Partiet vann mandat i Sollefteå (1 mandat). Partiet tappade sina mandat i Härjedalen, Luleå, Söderköping och Vansbro samt tappade ett mandat av fem i Svenljunga.

### Europaparlamentsval
Landsbygdspartiet oberoende ställde för första gången upp i ett Europaparlamentsval 2019. I valet fick partiet 2 059 röster (0,05 %).